# Міллікан (Техас)
Міллікан (англ. Millican) — місто (англ. town) в США, в окрузі Бразос штату Техас. Населення — 240 осіб (2010).

## Географія
Міллікан розташований за координатами 30°28′0″ пн. ш. 96°12′12″ зх. д. / 30.46667° пн. ш. 96.20333° зх. д. (30.466705, -96.203211).  За даними Бюро перепису населення США в 2010 році місто мало площу 10,41 км², з яких 10,39 км² — суходіл та 0,01 км² — водойми.

## Демографія
Згідно з переписом 2010 року, у місті мешкало 240 осіб у 90 домогосподарствах у складі 67 родин. Густота населення становила 23 особи/км².  Було 110 помешкань (11/км²).
Расовий склад населення:
| - 82,1 % — білих - 5,0 % — чорних або афроамериканців - 0,4 % — азіатів - 12,1 % — осіб інших рас |

До двох чи більше рас належало 0,4 %. Частка іспаномовних становила 19,2 % від усіх жителів.
За віковим діапазоном населення розподілялося таким чином: 25,4 % — особи молодші 18 років, 60,4 % — особи у віці 18—64 років, 14,2 % — особи у віці 65 років та старші. Медіана віку мешканця становила 41,6 року. На 100 осіб жіночої статі у місті припадало 122,2 чоловіків;  на 100 жінок у віці від 18 років та старших — 108,1 чоловіків також старших 18 років.
Середній дохід на одне домашнє господарство  становив 65 386 доларів США (медіана — 62 813), а середній дохід на одну сім'ю — 62 518 доларів (медіана — 60 208). За межею бідності перебувало 8,3 % осіб, у тому числі 33,3 % дітей у віці до 18 років та 0,0 % осіб у віці 65 років та старших.
Цивільне працевлаштоване населення становило 126 осіб. Основні галузі зайнятості: освіта, охорона здоров'я та соціальна допомога — 34,9 %, публічна адміністрація — 10,3 %, оптова торгівля — 9,5 %, роздрібна торгівля — 9,5 %.